# 遠藤実
遠藤 実（えんどう みのる、1932年（昭和7年）7月6日 - 2008年（平成20年）12月6日）は、戦後歌謡界を代表する作曲家の一人である。東京府南葛飾郡吾嬬町（後の東京府東京市向島区、現在の東京都墨田区立花）に生まれ、杉並区南荻窪1丁目に居住していた。

## 人物

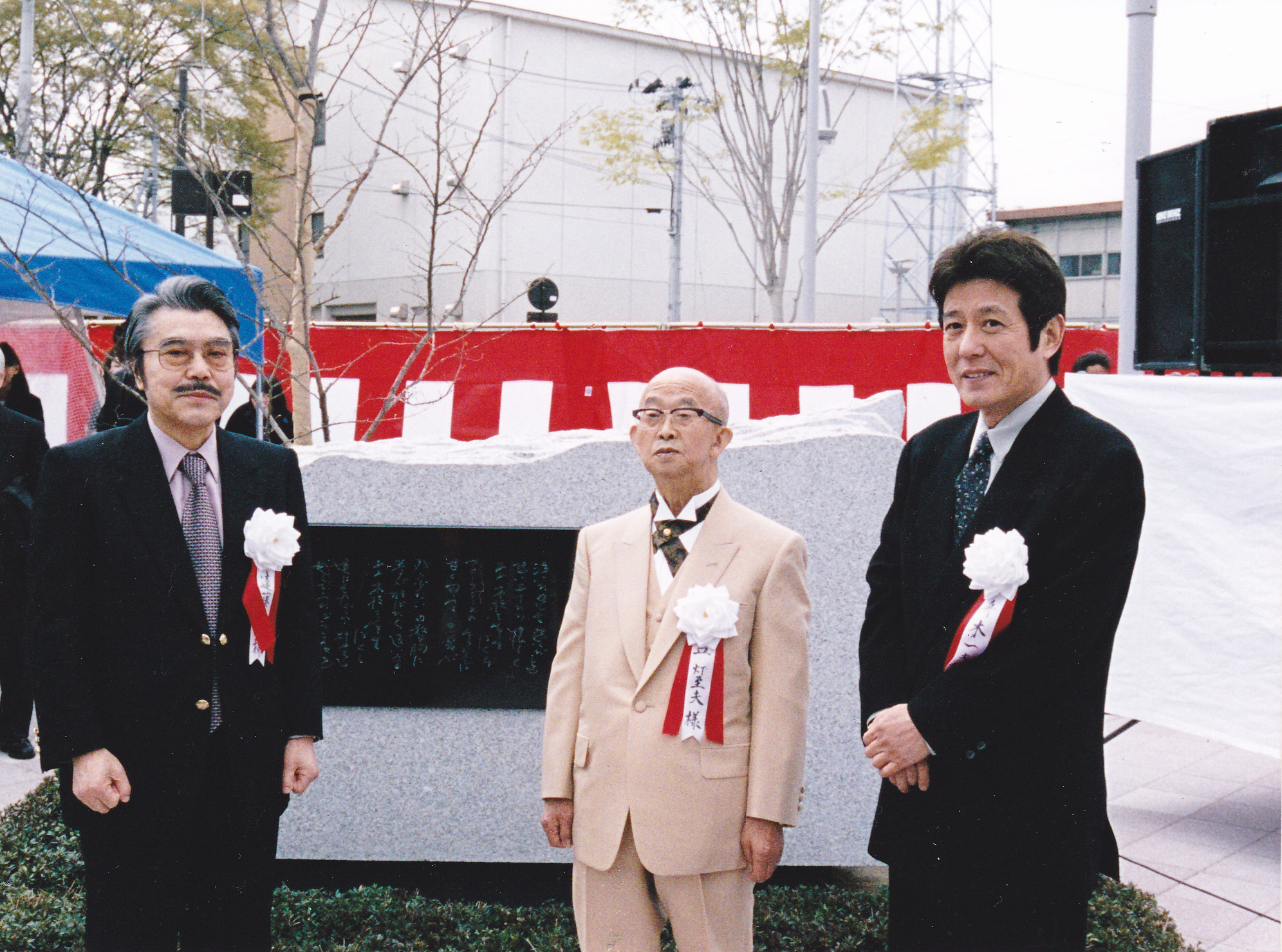
左が遠藤、中央が丘灯至夫、右が舟木一夫（2002年）

作曲家として世に送り出した楽曲は5000曲以上と言われ、舟木一夫、千昌夫、森昌子など多くの歌手を育てた。また、遠藤本人が作詞も併せて行った作品も一部存在する（橋幸夫、千昌夫、山本リンダ、こまどり姉妹、八汐亜矢子、渥美二郎等の楽曲）。
第二次世界大戦時の1943年3月、新潟県西蒲原郡曽根町（現在の新潟市西蒲区）に疎開する。
父が新潟刑務所の看守へ配属されることが決まり新潟県西蒲原郡内野町（現在の新潟市西区内野）に引っ越しする。
高等小学校卒業後、14歳で日東紡績内野工場の工員となる。
1948年、山乃家菊丸とコンビを組み、門付け（越後獅子等の芸を民家の軒先で披露し、金品を貰う習慣である新潟特有の演芸スタイル）芸人になる。これが、後の作曲家人生に大きな影響を与えた。
1949年7月、17歳の時に上京。様々な職を経て、ギターを携えて流しの演歌師になる。
星幸男のペンネームで作曲した「酒場の女」が、1952年、日本マーキュリーより「破れソフトのギター流し」（作詞：松村又一、歌：藤島桓夫）のタイトルで発売され作曲家としてデビュー。発売当初、作曲者名は「清水網雄」とされていたが、遠藤が友人に自作曲を「自分が書いたことにして出せよ」と渡したらその曲が採用され、そのまま友人の作曲として世に出てしまったという。後に作曲者名は「星幸男」に訂正されている。
その後日本マーキュリーの専属作曲家となる。1957年、日本マーキュリーより発売された「お月さん今晩わ」（作詞：松村又一、歌：藤島桓夫）がヒット。1958年、日本コロムビアから「からたち日記」（作詞：西沢爽、歌：島倉千代子）を発表し大ヒット。その後日本コロムビア専属になる。
1965年3月、日本コロムビアとの契約を解く。同年、島倉千代子らのパトロンだった中山幸市（太平住宅創業者）の出資による太平音響株式会社の設立に加わり専務取締役となり、1966年には自叙伝『太陽も笑っている』が映画化、『太陽に突っ走れ』 （主演：千葉真一） のタイトルで東映から製作配給された。
1968年に中山幸市が死去すると、太平音響の2代目社長に就任し、社名をレーベル名と同名のミノルフォンに改名する。先に創業した日本クラウンに続き、自前のプレス工場を持たず制作とプロモーションに特化して、アーティスト主導の運営を打ち出した新業態レコード会社の嚆矢の一社だった。1970年5月に社長を辞任。その後、1972年に徳間康快（徳間書店）に買収され徳間音楽工業と改称、さらに系列レーベルの別会社ジャパンレコードと合併して徳間ジャパン（現：徳間ジャパンコミュニケーションズ）に改組した。
1988年4月、ハワイで心臓のバイパス手術を受ける。当初発案していた「日本音楽作家協会」設立に関する諸々を、発案仲間で業界の重鎮である作詞家松井由利夫・石本美由紀、猪俣公章、弟子である冬樹かずみ等に前もって依頼した経緯がある。この時の呼びかけにより、三木たかし等も賛同した。翌1989年、テレビ朝日で『玉置宏の歌謡日本』が日本音楽作家教会の協賛で放送開始。病中ながら関連資料の監修等積極的な音楽活動に貢献。
1994年、新潟県西蒲原郡巻町（現在の新潟市西蒲区）に遠藤実記念館「実唱館」がオープンした。
2002年、勲三等旭日中綬章受章。2003年、歌謡界から初めて文化功労者に選出された。
2008年12月6日10時54分、急性心筋梗塞のため東京都中央区の病院で死去。76歳没。
2008年12月19日、日本国政府は遠藤に対し、数々の楽曲で大衆音楽発展に尽くした遠藤の功績を讃え、死去した12月6日付で正四位に叙し、旭日重光章を授与することを決めた。更に2008年12月26日の閣議に於いて、2009年1月23日に国民栄誉賞を授与することを正式決定した。国民栄誉賞の受賞は陸上選手の高橋尚子以来8年ぶり16人目の受賞で、作曲家では古賀政男、服部良一、吉田正に次いで4人目の受賞者でもあった。
晩年は「再販制度廃止反対」運動を行っていた縁から、第3代日本共産党中央委員会議長の不破哲三と交流があった。
2009年8月1日に、新潟県新潟市の地下街『西堀ローサ』の一角に遠藤実メモリアル・ルームが開設されている。
2017年3月、新潟市西区の内野駅前広場に「遠藤実顕彰碑」が建立された。

## 略歴
- 1932年、東京・向島に生まれる。
- 1979年、日本演歌大賞を受賞。
- 1989年、日本音楽作家協会を設立、会長に就任。
- 1990年、紫綬褒章を受章。
- 1994年、日本大衆音楽文化協会会長に就任。
- 1995年、日本音楽著作権協会会長に就任。
- 2002年、勲三等旭日中綬章を受章。
- 2003年、文化功労者として顕彰される[27]。
- 2005年、日本作曲家協会会長に就任。
- 2007年、日本音楽作家協会名誉会長に就任。
- 2008年、死去。正四位に叙され旭日重光章を授けられる。戒名は法唱院殿音海実道居士。
- 2009年、国民栄誉賞を受賞。

## 主な作品
- 破れソフトのギター流し（藤島桓夫、1952年） ※作曲者名義は「星幸男」
- お月さん今晩わ （藤島桓夫、1957年4月）
- からたち日記 （島倉千代子、1958年11月）
- おもいで日記 （島倉千代子、1959年7月）
- 浅草姉妹 （こまどり姉妹、1959年11月）
- アキラのズンドコ節 （小林旭、1960年）
- 初恋マドロス（美空ひばり、1960年）
- ソーラン渡り鳥 （こまどり姉妹、1961年5月）
- おひまなら来てね （五月みどり、1961年5月）
- 襟裳岬 （島倉千代子、1961年6月）
- 若いふたり （北原謙二、1962年8月）
- 一週間に十日来い （五月みどり、1962年11月）
- 高校三年生 （舟木一夫、1963年7月）
- ギター仁義 （北島三郎、1963年8月）※c/w『ジャンスカ節』も作詞作曲担当。(尚、此の作品は葉啓田によって『內山姑娘要出嫁』のタイトルで閩南語カヴァーされた。)
- 修学旅行 （舟木一夫、1963年9月）
- 学園広場 （舟木一夫、1963年10月）
- 哀愁出船 （美空ひばり、1963年）
- 仲間たち （舟木一夫、1963年12月）
- 君たちがいて僕がいた （舟木一夫、1964年5月）
- 青春の城下町 （梶光夫、1964年）
- 他人船 （三船和子、1965年） ※作詞も遠藤
- 星影のワルツ （千昌夫、1966年3月）
- 太陽も笑っている （千葉真一、1966年9月）
- 妻に捧げる歌 （千葉真一、1966年9月）
- こまっちゃうナ （山本リンダ、1966年11月） ※作詞も遠藤
- 新宿そだち （大木英夫・津山洋子、1967年10月）
- ついてくるかい （小林旭、1971年4月）
- 純子 （小林旭、1971年10月）
- 長崎恋ものがたり/雪国の女（春日八郎、1972年）
- せんせい （森昌子、1972年7月）
- 旅鴉 （五木ひろし、1972年11月）
- 中学三年生 （森昌子、1973年2月）
- くちなしの花 （渡哲也、1973年8月）
- 白樺日記 （森昌子、1973年8月）
- おかあさん （森昌子、1974年8月）
- みちづれ （渡哲也、1975年/牧村三枝子、1978年10月）
- ひとりぼっち（美空ひばり、1975年）
- 雑草の歌（美空ひばり、1975年）
- さすらい （藤圭子、1975年9月）
- 悲恋草/たそがれたずねびと（三橋美智也、1976年）
- すきま風 （杉良太郎、1976年10月）
- 浅草人情 （橋幸夫、1977年2月）※作詞も遠藤
- 北国の春 （千昌夫、1977年4月）
- ひとり （渡哲也、1977年4月）
- 江戸の黒豹 （杉良太郎、1977年）
- 夢追い酒 （渥美二郎、1978年）
- 哀愁列島 （小林旭、1979年2月）
- 北の港町（藤圭子、1979年2月）
- 秋田旅愁 （順弘子 1979年8月）
- 大東京音頭 （橋幸夫・金沢明子/三波春夫/三橋美智也・藤野とし恵 ほかによる競作、1979年）
- 街のコスモス（橋幸夫、1979年9月）
- 合唱交響曲「般若心経の響き」（ロイヤルナイツミンツ・東京荒川少年少女合唱団、1979年）
- 忘れてほしい(渥美二郎、1979年)※後にマレーシアで荘学忠によって『原谅我吧!心上人』のタイトルでカヴァーされた。
- 君は人のために死ねるか （杉良太郎、『大捜査線』主題歌、1980年）
- ふたりの坂道（春日八郎、1981年）
- 南風 （小柳ルミ子、1981年）
- 冬支度 （牧村三枝子、1984年）
- 昭和流れうた （森進一、1985年4月）
- 他人宿（八汐亜矢子、1984年11月21日・2006年3月8日）※作詞も遠藤
- 愛しても今は他人 （八代亜紀、1985年4月）
- ときめきワルツ （山川豊、1986年2月）
- 昭和川 （順弘子、1987年2月）
- 雪椿 （小林幸子、1987年6月）
- 再会物語 （里見浩太朗、1988年12月）
- 今度はいい友だちで（八汐亜矢子 せんだみつお、1989年6月21日）※作詞も遠藤
- 荒野をひとり（橋幸夫、1990年3月）※c/wの「母」は橋夫人の詩に遠藤が作曲
- ふたり舟（徳巻駒子、1991年）
- 火の酒 （島倉千代子、1996年1月）
- 歌 （橋幸夫、1999年4月）※作詞も遠藤
- 銀婚式（八汐亜矢子、2000年4月21日）※遠藤実作曲家生活50周年記念曲
- 季節の中で （三ツ木清隆、2010年11月）

### 団体歌
- 由利本荘市立岩城中学校 校歌
- 新潟市立西内野小学校 校歌
- 新潟県立長岡明徳高等学校 校歌
- 壱岐市立芦辺小学校 校歌
- 弥彦村民歌 ※レコード歌唱も遠藤
- 南魚沼市歌
- 佐川急便 社歌　※作詞歌唱も遠藤

## 門下生
- 橋幸夫（当初は遠藤の門下生で、遠藤に連れられビクターのオーディションを受け吉田正の下へ移った）
- こまどり姉妹
- 舟木一夫
- 千昌夫
- 一節太郎
- 八汐亜矢子
- 小林旭
- 森昌子
- 藤健次
- 冬樹かずみ（翌年推薦により猪俣公章の最後の門下生となる）
- 島倉千代子
- 山本リンダ
- 渡哲也
- 五月みどり
- 杉良太郎
- いではく
- 順弘子
- 岸浩太郎
- 祭小春
- 梶光夫
- 伸歌華

## ディスコグラフィ

### シングル
| 発売日                           | 規格                 | 規格品番             | 面                   | タイトル                             | 作詞                 | 作曲                 | 編曲                 |
| ミノルフォンレコード             | ミノルフォンレコード | ミノルフォンレコード | ミノルフォンレコード | ミノルフォンレコード                 | ミノルフォンレコード | ミノルフォンレコード | ミノルフォンレコード |
| -------------------------------- | -------------------- | -------------------- | -------------------- | ------------------------------------ | -------------------- | -------------------- | -------------------- |
| 1980年2月                        | EP                   | KA-1195              | A                    | 青春譜                               | いではく             | 遠藤実               | 斉藤恒夫             |
| 1980年2月                        | EP                   | KA-1195              | B                    | 名づけて初恋                         | 永井ひろし           | 遠藤実               | 斉藤恒夫             |
| CBSソニー                        |                      |                      |                      |                                      |                      |                      |                      |
| 1980年                           | EP                   | 07SH-935             | A                    | 古里                                 | 剣あざみ             | 遠藤実               | 京建輔               |
| 1980年                           | EP                   | 07SH-935             | B                    | もうさよならですか                   | 遠藤実               | 遠藤実               | 斉藤恒夫             |
| ビクターレコード                 |                      |                      |                      |                                      |                      |                      |                      |
| 1989年                           | EP                   | SV-7708              | A                    | さらば昭和よ                         | いではく             | 遠藤実               | 前田俊明             |
| 1989年                           | EP                   | SV-7708              | B                    | 平成日本音頭                         | 岩谷時子             | 遠藤実               | 京建輔               |
| 徳間ジャパンコミュニケーションズ |                      |                      |                      |                                      |                      |                      |                      |
| 2003年3月19日                    | CD                   | TKDA-72548           | 1                    | 春の来ない冬はない                   | 遠藤実               | 遠藤実               | 美野春樹             |
| 2003年3月19日                    | CD                   | TKDA-72548           | 2                    | 春の来ない冬はない（合唱バージョン） | 遠藤実               | 遠藤実               | 美野春樹             |
| 2004年9月29日                    | CD                   | TKCA-90037           | 1                    | 影を慕いて                           | 古賀政男             | 古賀政男             |                      |
| 2004年9月29日                    | CD                   | TKCA-90037           | 2                    | 男の純情                             | 古賀政男             | 古賀政男             |                      |

#### 非売品
| 発売日 | 規格 | 規格品番 | 面         | タイトル   | 作詞       | 作曲   | 編曲     |
| ------ | ---- | -------- | ---------- | ---------- | ---------- | ------ | -------- |
|        | EP   | NBW-1    | A          | 潮来町民歌 | 小島絵都子 | 遠藤実 | 只野通泰 |
| B      | EP   | NBW-1    | 新潮来音頭 | 高田登代子 | 八州秀章   |        | 只野通泰 |

### アルバム
| 発売日                           | 規格                   | 規格品番               | アルバム |
| 日本ウインザー音楽工業           | 日本ウインザー音楽工業 | 日本ウインザー音楽工業 | 日本ウインザー音楽工業 |
| -------------------------------- | ---------------------- | ---------------------- | --- |
| 1972年                           | LP                     | ALW-7006               | 演歌の故郷 唄う遠藤実 ※ 全編曲：只野通泰 Side A： 1. 純子 2. 女のさだめ 3. ごめんね 4. 星影のワルツ 5. ついてくるかい 6. さよなら新宿 Side B： 1. 他人船 2. ギター仁義 3. 浅草姉妹 4. お月さん今晩は 5. つまさき仁義 6. 凧凧あがれ |
| ミノルフォンレコード             |                        |                        | |
| 1974年12月                       | LP                     | KC-7027                | 女に捧げる男の歌 Side:A 1. くちなしの花 2. 花のワルツ 3. オロロン慕情 4. ついて来るかい 5. 純子 6. 他人船 Side:B 1. 新宿天使 2. 青春 3. 青い月の恋 4. 裏通り 5. 名つけて初恋 6. わかれ花 |
| フィリップス・レコード           |                        |                        | |
| 1976年                           | LP                     | S-5003-04              | 涙の人生演歌 遠藤実リサイタル 作家生活25周年記念 Side:A 1. 若いふたり 2. 啼くな小鳩よ 3. かえり船 4. 影を慕いて 5. 高校三年生 Side:B 1. ”門付けの朝”詩の朗読 2. 湖底の故郷 3. 凧タコあがれ 4. ギター仁義 Side:C 1. お月さん今晩は 2. 浅草姉妹 3. 他人船 4. おひまなら来てね 5. 新宿そだち 6. 男の城 7. おかあさん 8. ついて来るかい Side:D 1. 妻に捧げる歌 2. くちなしの花 3. ”おもいでにみちびかれ”詩の朗読 4. 星影のワルツ 5. 人生演歌 |
| 東芝音楽工業                     |                        |                        | |
| 1979年                           | LP                     | TP-80121               | 流れ行く風の歌 遠藤実演歌のこころ Side:A 1. 灯りがほしい 2. 北国の春 3. すきま風 4. あなた明日からもう他人 5. くちなしの花 6. 星影のワルツ Side:B 1. みちづれ 2. 真情 3. 夢追い酒 4. 他人船 5. おもいで蛍 6. オロロン慕情 |
| EMIミュージック・ジャパン        |                        |                        | |
| 2009年1月28日                    | CD                     | TOCT-26802             | 人生演歌 1. 星影のワルツ 2. ギター仁義 3. 裏町人生 4. 影を慕いて 5. 九段の母 6. 旅笠道中 7. 浪曲子守唄 8. 未練ごころ 9. 湖底の故郷 10. 船頭小唄 11. お月さん今晩は 12. 夜霧のブルース |
| 2009年1月28日                    | CD                     | TOCT-26803             | 流れ行く風の歌 遠藤実 演歌のこころ 1. 灯りが欲しい 2. 北国の春 3. すきま風 4. あなた明日からもう他人 5. くちなしの花 6. 星影のワルツ 7. みちづれ 8. 真情 9. 夢追い酒 10. 他人船 11. おもいで螢 12. オロロン慕情 |
| 徳間ジャパンコミュニケーションズ |                        |                        | |
| 2009年9月2日                     | CD                     | TKCA-73456             | あの日あの頃そして今 平成14年秋の叙勲記念アルバム Disc1 1. 歓びの日の歌 2. 北国の春 3. 故郷は泣かす 4. おふくろ 5. 花そして母 6. いのち 7. 惜別 8. 愛待草より 9. 星影のワルツ 10. 春の来ない冬はない 11. 戦争のない世界にしたいから 12. 優華 13. 太陽の旗 14. 日本人応援歌 15. 輝け日本 Disc2 1. 惚れたがり 2. 街角 3. これでいいのね The End 4. 季節の中で 5. 再会の夜 6. 愛よ眠れ 7. セピア色の恋 8. 寒椿 9. ラブ・オレン              |

### 作品集
| 発売日         | 規格           | 規格品番       | アルバム |
| 日本コロムビア | 日本コロムビア | 日本コロムビア | 日本コロムビア |
| -------------- | -------------- | -------------- | --- |
| 1980年7月      | LP             | AZ-7076～80    | 遠藤実こころのメロディ 遠藤実リサイタル 作家生活30周年記念 男心 Disc1 Side:A 1. 北島三郎–ギター仁義 2. 大川栄策–旅鴉 3. 守屋浩–東京へ戻っておいでよ 4. 小林旭–アキラのズンドコ節 5. 小林旭–アキラのダンチョネ節 6. 遠藤実–灯りがほしい Side:B 1. 村田英雄–蟹工船 2. 井沢八郎–おやじの心 3. 石川さゆり–すきま風 4. 冠 二郎–水割り 5. 黒沢年男–ついて来るかい 6. 井沢八郎–裏通り 女情 Disc 2 1. 島倉千代子–からたち日記 2. こまどり姉妹–未練ごころ 3. 畠山みどり–女侠一代 4. 井沢八郎–アンコなぜ泣く 5. こまどり姉妹–ふたりぽっち 6. たかだみゆき–アケミという名で十八で Side:B 1. 五月みどり–おひまなら来てね 2. こまどり姉妹–三味線姉妹 3. 都はるみ–困るのことヨ 4. 大川栄策–純子 5. こまどり姉妹–浅草の鳩ポッポ 6. 五月みどり–一週間に十日来い 愛歓 Disc 3 Side:A 1. 細川たかし–一緒に暮らそう 2. 美空ひばり–くちなしの花 3. 新沼謙治–北国の春 4. 細川たかし–夫婦きどり 5. 津山洋子, 高樹一郎–新宿そだち 6. 遠藤 実–妻に捧げる歌 Side:B 1. 美空ひばり–みちづれ 2. 遠藤実–お月さん今晩は 3. 美空ひばり–初恋マドロス 4. 井沢八郎–君がすべてさ 5. 大川栄策–忘れてほしい 6. こまどり姉妹–ソーラン渡り鳥 青春 Disc 4 Side:A 1. 舟木一夫–高校三年生 2. 新沼謙治–青春想譜 3. 舟木一夫–学園広場 4. 佳山明生–青春譜 5. 舟木一夫–花咲く乙女たち 6. 梶光夫–青春の城下町 Side:B 1. 北原謙二–若いふたり 2. 石川さゆり–せんせい 3. 舟木一夫–仲間たち 4. 尾形明美–こまっちゃうナ |
| 2004年2月1日   | CD             | TKCA-72645     | 遠藤実 文化功労者顕彰記念アルバム1 歌は人生の友 1. からたち日記 2. ソーラン渡り鳥 3. お月さん今晩わ 4. 出世船 5. 哀愁出船 6. 蟹工船 7. 雪国の女 8. 若いふたり 9. おひまなら来てね 10. ギター仁義 11. 哀愁海峡 12. 高校三年生 13. こまっちゃうナ 14. ふたりの坂道 15. 浅草の鳩ポッポ 16. 学園広場 17. 他人船 18. 星影のワルツ 19. 青春の城下町 20. 男の人生 |
| 2004年2月1日   | CD             | TKCA-72646     | 遠藤実 文化功労者顕彰記念アルバム2 歌は人生の友 1. ついて来るかい 2. 裏通り 3. 雑草の歌 4. 女のさだめ 5. せんせい 6. 君がすべてさ 7. 夢追い酒 8. くちなしの花 9. 靖国の母 10. 旅鴉 11. 新宿そだち 12. 純子 13. ひとりぼっち 14. 北国の春 15. おかあさん 16. 妻に捧げる歌 17. すきま風 18. 雨の港 19. 博多しぐれ |
| 2004年2月1日   | CD             | TKCA-72647     | 遠藤実 文化功労者顕彰記念アルバム3 歌は人生の友 1. 昭和流れうた／森進一[4:27] 2. 雪椿／小林幸子[4:45] 3. おやじ先生／千昌夫[4:10] 4. みちづれ／牧村三枝子[4:12] 5. 父親／北島三郎[4:28] 6. 愛待草より／山川豊[4:55] 7. ふたり舟／徳巻駒子[4:57] 8. しあわせ迷子／藤原浩[3:58] 9. 銀婚式／八汐亜矢子[4:33] 10. 兄貴／冠二郎[4:06] 11. おしんの子守唄／金沢明子[4:51] 12. 津軽慕情／山本けんじ[5:33] 13. 大物／祭小春[4:16] 14. 吉良常街道／一節太郎[4:53] 15. ～さようなら～／森昌子[5:31] 16. 春の来ない冬はない／遠藤実[5:11] |

### 企画
- 遠藤実　歌謡教室～入門編／指導編－1～3／応用編－1～6（日本ディスクライブラリー）

## 出演
- 遠藤実の歌ありて人生（アール・エフ・ラジオ日本）

## 書籍
- 『太陽も笑っている』大平出版、1966年4月20日。NDLJP:2509747。
- 『しあわせの「源流」』 （1997年11月、講談社） ISBN 4062089823
- 『私の履歴書』 （日本経済新聞、2006年6月連載）
- 『涙の川を渉るとき 遠藤実自伝』日本経済新聞出版社、2007年、ISBN 978-4-532-16584-0

## 映画
- 『太陽に突っ走れ』 （1966年、東映）

遠藤の半生を映画化した作品。千葉真一が遠藤のモデル・進藤孝を演じている。